# Виварио
Виварио (фр. Vivario, корс. Vivariu) — коммуна во Франции, находится в регионе Корсика. Департамент коммуны — Верхняя Корсика. Входит в состав кантона Венако. Округ коммуны — Корте.
Код INSEE коммуны — 2B354.

## Население
Население коммуны на 2008 год составляло 523 человека.
| 1962 | 1968 | 1975 | 1982 | 1990 | 1999 | 2008 |
| ---- | ---- | ---- | ---- | ---- | ---- | ---- |
| 589  | 603  | 703  | 624  | 493  | 509  | 523  |

## Экономика
В 2007 году среди 289 человек в трудоспособном возрасте (15—64 лет) 167 были экономически активными, 122 — неактивными (показатель активности — 57,8 %, в 1999 году было 59,1 %). Из 167 активных работали 153 человека (81 мужчина и 72 женщины), безработных было 14 (8 мужчин и 6 женщин). Среди 122 неактивных 20 человек были учениками или студентами, 35 — пенсионерами, 67 были неактивными по другим причинам.

## Фотогалерея
- Виварио
- Церковь св. Петра
- Часовня в лесу